# یوکو سانو
یوکو سانو (به انگلیسی: Yuko Sano) (زاده ۲۶ ژوئیه ۱۹۷۹) والیبالیست اهل ژاپن عضو سابق تیم ملی والیبال ژاپن است.
سنو در تیم ملی ژاپن به افتخارات زیادی دست یافت و در سه دوره مسابقات قهرمانی آسیا و لیگ قهرمانان اروپا به عنوان بهترین لیبرو انتخاب شد و همچنین با ژاپن به مدال برنز المپیک لندن و مدال برنز قهرمانی جهان رسید.

## باشگاه
- کیتاساگا
- یونیتکا (۱۹۹۸–۲۰۰۰)
- تورای آروس (۲۰۰۰–۲۰۰۳)
- کن (۲۰۰۴–۲۰۰۶)
- هیسامیتسو اسپرینگس (۲۰۰۶–۲۰۱۰)
- ایگتیسادچی باکو (۲۰۱۰–۲۰۱۲)
- گالاتاسرای (۲۰۱۲–۲۰۱۳)
- وولرو زوریخ (۲۰۱۳–۲۰۱۳)
- دنسو ایریبیس (۲۰۱۳–۲۰۱۴)